# Ирита
Ирита, Ирита-Кая — трапециевидная гора на северном отроге Ай-Петринской яйлы, хребте разделяющем Бельбекскую и Байдарскую долины. Высота 777 метров над уровнем моря. Этимология от тюрк. ири — крупный, большой. Имеет округленные контуры, с юга и севера выглядит куполом, покрытым лесом, а на восточном склоне находятся обширные пролысины. На крайней южной обрывистой оконечности — видовая точка на Байдарскую долину. В 3 км к северу село Богатое Ущелье, к северо-востоку село Поляна.
Восточная, столовая часть этого-же массива с северными обрывами носит название Памбук-Кая.  
Входит в территорию Ландшафтного заказника «Байдарский».
Место пешеходного туризма. Через нее проходит несколько туристических маршрутов.